# Eugen Beyer
Eugen Beyer (* 18. Februar 1882 in Pohrlitz (Mähren); † 25. Juli 1940 in Salzburg) war ein österreichischer Feldmarschallleutnant und deutscher General der Infanterie während des Zweiten Weltkrieges.

## Leben
Eugen Beyer trat am 18. August 1902 in das k.u.k. österreich-ungarische Militär ein und wurde Kadett im 31. Infanterie-Regiment. Er absolvierte eine Offiziersausbildung und wurde 1910 in den Generalstab versetzt. Während des Ersten Weltkrieges war er unter anderem Generalstabsoffizier der 17. Infanterie-Division. Nach dem Krieg wurde er ins Bundesheer übernommen und erhielt dort das Kommando über die 6. Division in Innsbruck.
Beim Anschluss Österreichs am 15. März 1938 wurde er in die deutsche Wehrmacht übernommen. Am 1. April wurde ihm das Kommando über das XVIII. Armeekorps zugewiesen, welches er bis zu seinem Tod innehatte. Mit der Berufung in das Kommando war er bis zur Mobilmachung im Sommer 1939 auch Befehlshaber des Wehrkreis XVIII. Der schon an Krebs erkrankte Beyer starb am 25. Juli 1940 in Salzburg und wurde in Hietzing beigesetzt.

## Militärische Beförderungen
- 18. August 1902 Kadett
- 1. November 1903 Leutnant
- 1. November 1909 Oberleutnant
- 1. Mai 1913 Hauptmann
- 1. November 1917 Major
- 8. Juli 1921 Oberstleutnant
- 1. Juni 1924 Oberst
- 24. Februar 1926 Oberst
- 30. September 1931 Generalmajor
- 22. Dezember 1936 Feldmarschallleutnant
- 1. April 1938 General der Infanterie

## Auszeichnungen
- Eisernes Kreuz (1914) II. Klasse
- k.u.k. Österr. Militär-Jubiläums-Kreuz 1848–1908
- k.u.k. Österr. Militärverdienstkreuz III. Klasse mit der Kriegsdekoration und Schwertern
- k.u.k. Österr. Orden der Eisernen Krone III. Klasse mit der Kriegsdekoration und Schwertern
- k.u.k. Österr. Silberne Militär-Verdienst-Medaille (“Signum Laudis”) am Bande des Militär-Verdienstkreuzes mit Schwertern
- k.u.k. Österr. Bronzene Militär-Verdienst-Medaille (“Signum Laudis”) am Bande des Militär-Verdienstkreuzes mit Schwertern
- Österreichische Kriegserinnerungsmedaille mit Schwertern
- Goldenes Ehrenzeichen für Verdienste um die Republik Österreich